# Russisch-Turkse oorlogen

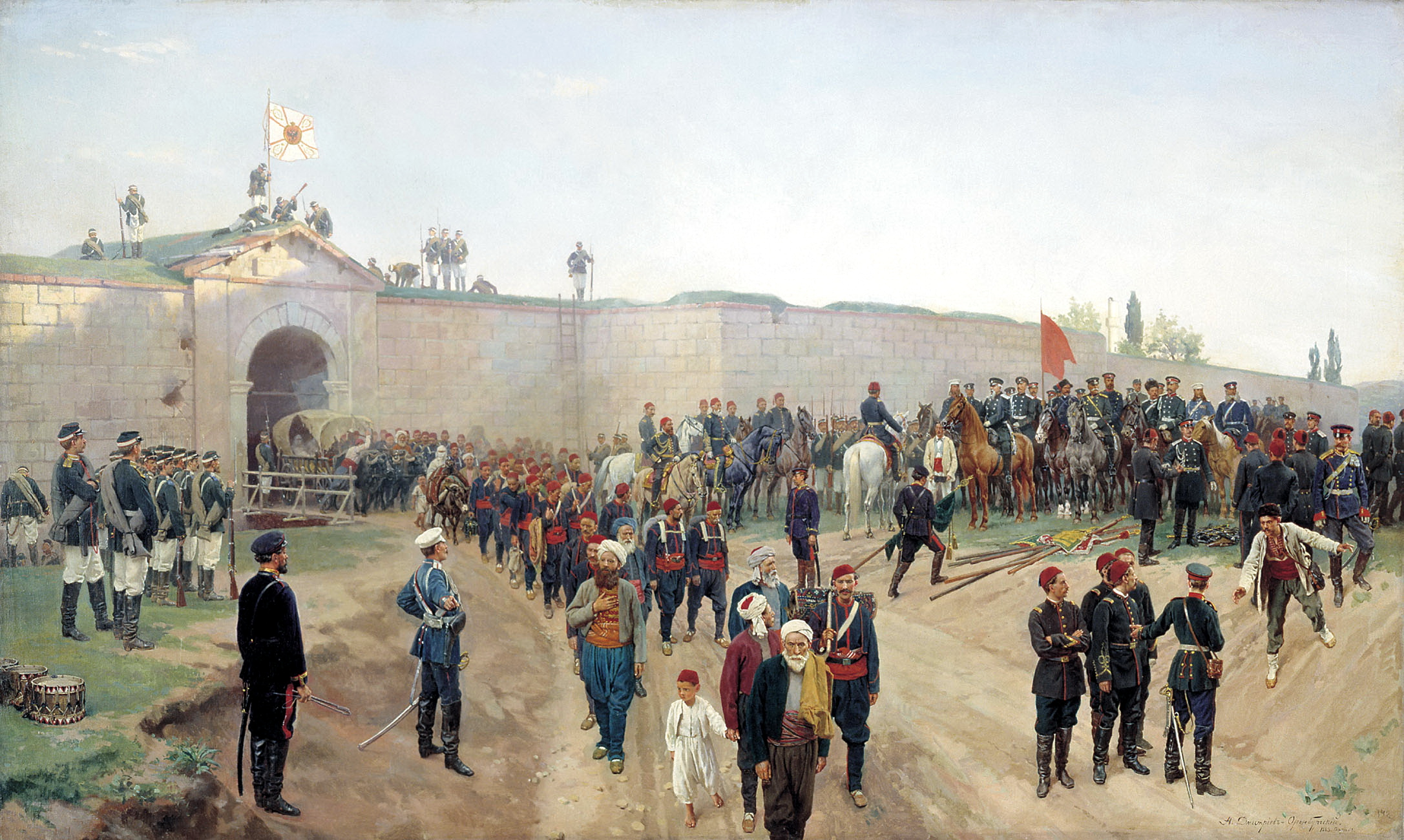
Turkse capitulatie bij Nikopol, Nikolaj Dmitrijev-Orenboergski, 1883

Er zijn twaalf oorlogen geweest tussen Rusland (vanaf 1721 het Russische Rijk) en het Ottomaanse Rijk.
In chronologische volgorde:
1. Russisch-Turkse Oorlog (1569-1570), eindigde met de Vrede van Constantinopel (1570)
2. Russisch-Turkse Oorlog (1676-1681), eindigde met de Vrede van Bachtsjisaraj;
3. Russisch-Turkse Oorlog (1686-1700), eindigde met de Vrede van Constantinopel;
4. Russisch-Turkse Oorlog (1710-1711), eindigde met de Vrede van de Proet;
5. Russisch-Turkse Oorlog (1735-1739), eindigde met de Vrede van Nyssa;
6. Russisch-Turkse Oorlog (1768-1774), eindigde met het Verdrag van Küçük Kaynarca;
7. Russisch-Turkse Oorlog (1787-1792), eindigde met het Verdrag van Jassy;
8. Russisch-Turkse Oorlog (1806-1812), eindigde met de Vrede van Boekarest (1812);
9. Griekse Onafhankelijkheidsoorlog (1821-1832), eindigde met het Verdrag van Constantinopel (1832);
10. Russisch-Turkse Oorlog (1828-1829), eindigde met het Verdrag van Adrianopel;
11. Krimoorlog (1853-1856), eindigde met de Vrede van Parijs (1856);
12. Russisch-Turkse Oorlog (1877-1878), eindigde met de Vrede van San Stefano;
13. Kaukasusveldtocht (onderdeel van de Eerste Wereldoorlog) (1914-1918) en de Russische Burgeroorlog (1917-(±)1924), eindigde eerst met de Vrede van Brest-Litovsk in 1918, later bekrachtigd door het Verdrag van Kars in 1921. Dit conflict kan worden onderverdeeld in
  1. de periode 1914-1916 toen het Russische Rijk verschillende overwinningen boekte op het Ottomaanse Rijk in zijn nadagen;
  2. de veldtochten van 1918, toen het nieuwe Turkse leger een groot aantal gebieden wist te heroveren op het uiteengevallen Russische Rijk, dat toen verwikkeld was in de Russische Burgeroorlog